# Diwali

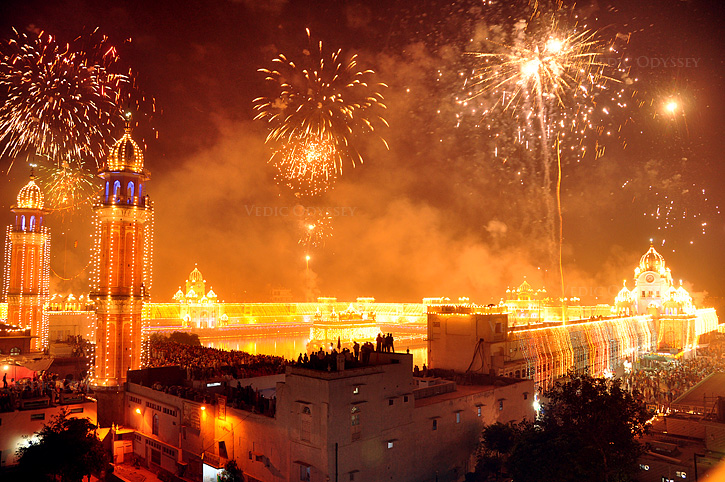
Pháo bông và đèn hoa lễ Diwali tại Amritsar

Diwali (Đi-va-li) (tiếng Anh:  /dɪˈwɑːliː/; Deepavali, IAST: Dīpāvalī) là một lễ hội quan trọng trong văn hóa Ấn Độ Giáo. Đây là một lễ hội Hindu cổ đại. Đây còn được gọi là Lễ hội ánh sáng vì mọi người có phong tục thắp đèn dầu bấc vải (gọi là dipa) để ăn mừng chiến thắng của thần Krishna trước Narakasura, chiến thắng của ánh sáng trước bóng đêm, biểu tượng cho chiến thắng của cái thiện trước cái ác. Lễ hội cũng đóng vai trò quan trọng trong Phật giáo, đạo Sikh và đạo Jain.
Trước đêm Diwali, người ta phải dọn dẹp, tân trang và trang trí nhà cửa và văn phòng của họ bằng đèn diyas (đèn dầu) và rangolis (các mẫu vòng tròn nghệ thuật đầy màu sắc). Vào đêm Diwali, người Ấn Độ giáo mặc những bộ quần áo đẹp nhất của họ, thắp sáng lên Diyas (đèn và nến) bên trong và bên ngoài nhà, thực hiện các nghi lễ thờ cúng Lakshmi - nữ thần của sự giàu có và thịnh vượng. Sau đó pháo hoa sẽ được bắn, rồi họ cùng tham gia một bữa tiệc gia đình, nơi Mithai (kẹo) và quà tặng được trao đổi giữa gia đình và bạn bè thân thiết. Diwali cũng đánh dấu một khoảng thời gian mua sắm lớn trong năm ở các quốc gia nơi nó được tổ chức.
Diwali là một lễ hội quan trọng đối với người theo đạo Hindu. Tên của ngày lễ hội cũng như các nghi lễ của Diwali khác nhau đáng kể giữa người Hindu, dựa trên các khu vực của Ấn Độ. Ở nhiều vùng của Ấn Độ, các lễ hội bắt đầu với Dhanteras, tiếp theo là Naraka Chaturdasi vào ngày thứ hai, Diwali vào ngày thứ ba, Diwali Padva dành riêng cho mối quan hệ vợ chồng vào ngày thứ tư, và lễ hội kết thúc với Bhau-beej dành riêng cho tình anh chị em vào ngày thứ năm. Dhanteras thường rơi vào mười tám ngày sau Dussehra.
Cùng đêm mà người Hindu mừng Diwali, Kỳ Na Giáo cử hành một lễ hội của ánh sáng để đánh dấu sự thành tựu moksha bởi Mahavira, và người theo đạo Sikh làm lễ hội Bandi Chhor Divas. Diwali là một ngày lễ chính thức ở Ấn Độ, Nepal, Sri Lanka, Myanmar, Mauritius, Guyana, Trinidad và Tobago, Suriname, Malaysia, Singapore, Fiji và Pakistan.

## Danh pháp và ngày tháng
Diwali hoặc Divali là từ tiếng Phạn dīpāvali có nghĩa là "hàng, loạt đèn". Thuật ngữ này có nguồn gốc từ các từ tiếng Phạn dīpa nghĩa là "đèn, ánh sáng, đèn lồng, ngọn nến, và bất cứ thứ gì liên quan đến thắp sáng" và āvali, "hàng, dãy, loạt".
Người dân Ấn Độ và Nepal cũng như tại các cộng đồng Ấn giáo khác trên thế giới ăn mừng lễ Diwali vào đêm 13 kỳ trăng khuyết (tức đêm 28) của tháng Ashwin cho tới ngày thứ 2 của tháng Kartika trong lịch Ấn Độ. Trong lịch Gregorian, Diwali rơi vào từ giữa tháng mười đến giữa tháng 11.
Lễ kỷ niệm năm ngày được tổ chức hàng năm vào đầu mùa thu sau khi kết thúc vụ thu hoạch mùa hè, trùng với trăng non (amāvasyā) và được coi là đêm đen tối nhất trong lịch âm dương của người Hindu, đêm trăng mới của tháng Kartika. Các lễ hội bắt đầu hai ngày trước amāvasyā, vào Dhanteras, và kéo dài hai ngày sau, vào ngày thứ hai của tháng Kartik. (Theo nhà cảm xạ học Constance Jones, đêm này kết thúc tháng Ashwin âm lịch và bắt đầu tháng Kartik - nhưng hãy xem ghi chú này và hệ thống Amanta và Purnima.) Đêm đen nhất là đỉnh của lễ kỷ niệm. Cao điểm của lễ hội là vào ngày thứ ba và được gọi là Diwali chính. Đây là một ngày nghỉ lễ chính thức ở hàng chục quốc gia, còn những ngày còn lại trong lễ hội được coi là ngày lễ công cộng hoặc ngày lễ hạn chế tùy theo khu vực ở Ấn Độ. Ở Nepal, đây cũng là một lễ hội nhiều ngày, mặc dù các ngày và nghi lễ được đặt tên khác nhau, với đỉnh cao là lễ hội Tihar của người theo đạo Hindu và lễ hội Swanti của người theo đạo Phật.

## Lịch sử
Lễ hội Diwali có thể là sự kết hợp của các lễ hội thu hoạch ở Ấn Độ cổ đại.  Nó được đề cập trong các văn bản tiếng Phạn như Padma Purana và Skanda Purana, cả hai đều được hoàn thành vào nửa sau của thiên niên kỷ 1 CN. Các diyas (đèn) được đề cập trong Skanda Kishore Purana như tượng trưng cho các bộ phận của mặt trời, mô tả nó là người ban ánh sáng và năng lượng vũ trụ cho mọi sự sống và chuyển đổi theo mùa trong tháng Kartik theo lịch của người Hindu.
Vua Harsha đề cập đến Deepavali, vào thế kỷ thứ 7 Phạn chơi Nagananda , như Dīpapratipadotsava (Dipa = ánh sáng, pratipadā = ngày đầu tiên, utsava = lễ hội), nơi đèn được thắp sáng và mới cô dâu và chú rể đã nhận được những món quà đính hôn.  Rajasekhara gọi Deepavali là Dipamalika trong tác phẩm Kavyamimamsa ở thế kỷ thứ 9 của ông, trong đó ông đề cập đến truyền thống nhà được quét vôi trắng và đèn dầu trang trí nhà cửa, đường phố và chợ trong đêm.
Diwali cũng được mô tả bởi nhiều du khách từ bên ngoài Ấn Độ. Trong cuốn hồi ký về Ấn Độ ở thế kỷ 11 của mình, nhà du hành người Ba Tư và nhà sử học Al Biruni đã viết về Deepavali được người theo đạo Hindu tổ chức vào ngày Trăng non trong tháng Kartika.  Thương gia và du khách người Venice Niccolò de 'Conti đã đến thăm Ấn Độ vào đầu thế kỷ 15 và viết trong hồi ký của mình, "về một lễ hội khác, họ tổ chức lễ hội bên trong các ngôi đền của họ, và bên ngoài các mái nhà, một con số vô số đèn dầu... vẫn cháy ngày đêm "và các gia đình sẽ tụ họp," mặc áo mới ", ca hát, nhảy múa và tiệc tùng.  Nhà du hành người Bồ Đào Nha vào thế kỷ 16 Domingo Paesđã viết về chuyến thăm của ông đến Đế chế Vijayanagara của đạo Hindu, nơi Dipavali được tổ chức vào tháng 10 với những người chủ hộ chiếu sáng ngôi nhà và đền thờ của họ bằng đèn.
Các nhà sử học Hồi giáo của Vương quốc Hồi giáo Delhi và thời đại Đế chế Mughal cũng đề cập đến Diwali và các lễ hội Hindu khác. Một số ít, đặc biệt là hoàng đế Akbar của Mughal, hoan nghênh và tham gia các lễ hội,  trong khi những người khác cấm các lễ hội như Diwali và Holi, như Aurangzeb đã làm vào năm 1665.
Các ấn phẩm từ thời thuộc địa của Anh cũng đề cập đến Diwali, chẳng hạn như ghi chú về các lễ hội của người Hindu được xuất bản năm 1799 bởi Sir William Jones, một nhà ngữ văn học nổi tiếng với những quan sát ban đầu về tiếng Phạn và các ngôn ngữ Ấn-Âu.  Trong bài báo của mình về Năm Âm lịch của những người theo đạo Hindu , Jones, khi đó ở Bengal, đã ghi nhận bốn trong số năm ngày của Diwali trong những tháng mùa thu của Aswina-Cartica [sic] như sau: Bhutachaturdasi Yamaterpanam (ngày thứ 2) , Lacshmipuja dipanwita (ngày Diwali), Dyuta pratipat Belipuja (ngày 4) và Bhratri dwitiya(Ngày thứ 5). Theo Jones, Lacshmipuja dipanwita là một "lễ hội lớn vào ban đêm, để tôn vinh Lakshmi, với ánh sáng trên cây và nhà cửa".

### Epigraphy
William Simpson đã đặt tên cho máy đo sắc ký của mình năm 1867 CN là "Dewali, bữa tiệc của những ngọn đèn". Nó cho thấy những con phố bừng sáng vào lúc hoàng hôn, với một cô gái và mẹ cô ấy đang thắp sáng một ngọn đèn ở góc phố. 
Các chữ khắc bằng tiếng Phạn bằng đá và đồng đề cập đến Diwali, đôi khi cùng với các thuật ngữ như Dipotsava , Dipavali , Divali và Divalige , đã được phát hiện tại nhiều địa điểm trên khắp Ấn Độ.  Các ví dụ bao gồm một bản khắc trên đĩa đồng của đế chế Rashtrakuta thế kỷ 10 của Krsna III (939–967 CN) đề cập đến Dipotsava ,  và một dòng chữ hỗn hợp tiếng Phạn-Kannada Sinda thế kỷ 12 được phát hiện trong đền Isvara của Dharwad ở Karnataka, nơi có dòng chữ đề cập đến lễ hội như một "dịp thiêng liêng".  TheoLorenz Franz Kielhorn, một nhà Ấn Độ học người Đức nổi tiếng với việc dịch nhiều bản khắc Ấn Độ, lễ hội này được đề cập đến với cái tên Dipotsavam trong câu 6 và 7 của đền Ranganatha dòng chữ Phạn của vua Hindu Kerala thế kỷ 13 Ravivarman Samgramadhira. Một phần của dòng chữ, được Kielhorn dịch, viết: "lễ hội ánh sáng tốt lành giúp phân tán bóng tối sâu thẳm nhất, mà ngày xưa được tổ chức bởi các vị vua Ila, Kartavirya và Sagara, (...) là Sakra (Indra) là của các vị thần, vị vua toàn cầu, người biết các nhiệm vụ của ba Veda, sau đó được cử hành tại Ranga cho Vishnu, rực rỡ với Lakshmi đang nằm trên đùi rạng rỡ của mình. "
Các bản khắc của người Jain, chẳng hạn như bản khắc Saundatti thế kỷ thứ 10 về việc hiến dầu cho sự thờ cúng của người Jinendra cho các nghi lễ Diwali, nói về Dipotsava .  Một bản khắc bằng đá tiếng Phạn khác vào đầu thế kỷ 13, được viết bằng chữ Devanagari, đã được tìm thấy ở đầu phía bắc của một cột nhà thờ Hồi giáo ở Jalore, Rajasthan rõ ràng được xây dựng bằng vật liệu từ một ngôi đền Jain đã bị phá hủy. Dòng chữ nói rằng Ramachandracharya đã xây dựng và dành riêng một phòng biểu diễn kịch, với một mái vòm bằng vàng, trên Diwali.

## Tầm quan trọng của tôn giáo
Diwali được tổ chức bởi những người theo đạo Hindu, đạo Jain, đạo Sikh và đạo Phật Newar,  mặc dù đối với mỗi tín ngưỡng, lễ hội này đánh dấu những sự kiện và câu chuyện lịch sử khác nhau, nhưng dù sao lễ hội cũng đại diện cho cùng một biểu tượng chiến thắng của ánh sáng trước bóng tối, tri thức vượt qua sự ngu dốt và tốt đẹp hơn tà ác.

### Ấn Độ giáo
Diwali được tổ chức để tôn vinh Lakshmi, nữ thần của sự giàu có.
Ý nghĩa tôn giáo của Diwali thay đổi theo khu vực ở Ấn Độ. Một truyền thống liên kết lễ hội với truyền thuyết trong sử thi Ramayana của đạo Hindu, nơi Diwali là ngày Rama, Sita, Lakshman và Hanuman đến Ayodhya sau khoảng thời gian 14 năm lưu vong sau khi đội quân thiện chiến của Rama đánh bại đội quân ác quỷ của vua Ravana.
Theo một truyền thống phổ biến khác, vào thời kỳ Dvapara Yuga, Krishna, một hình đại diện của Vishnu, đã giết quỷ Narakasura, vị vua độc ác của Pragjyotishapura, gần Assam ngày nay và thả 16000 cô gái bị Narakasura giam giữ. Diwali được tôn vinh như một ý nghĩa của sự chiến thắng của cái thiện trước cái ác sau Chiến thắng của Krishna trước Narakasura. Ngày trước Diwali được nhớ đến với cái tên Naraka Chaturdasi, ngày mà Narakasura bị Krishna giết. 
Một bức ảnh của Lakshmi Poojan trong lễ Diwali
Nhiều người theo đạo Hindu liên kết lễ hội với Lakshmi, nữ thần của sự giàu có và thịnh vượng, và là vợ của thần Vishnu. Theo Pintchman, ngày bắt đầu của lễ hội Diwali kéo dài 5 ngày được nêu trong một số nguồn phổ biến đương thời là ngày Nữ thần Lakshmi được sinh ra từ Samudra manthan, sự khuấy động của đại dương sữa vũ trụ bởi các Devas (thần) và Asuras (quỷ.) - một huyền thoại Vedic đó cũng được tìm thấy trong một số Puranas như Padma Purana , trong khi đêm Diwali là khi Lakshmi đã chọn và kết hôn Vishnu.  Cùng với Lakshmi, người đại diện cho chủ nghĩa Vaishnavism, Ganesha, Con trai voi đầu của Parvati và Shiva của Shaivism truyền thống, được nhớ đến như một trong những người tượng trưng cho sự khởi đầu đạo đức và loại bỏ các chướng ngại vật.
Người theo đạo Hindu ở miền đông Ấn Độ liên kết lễ hội với nữ thần Kali, người tượng trưng cho sự chiến thắng của cái thiện trước cái ác.  người theo đạo Hindu từ vùng Braj ở miền bắc Ấn Độ, một số khu vực của Assam, cũng như các cộng đồng Tamil và Telugu ở miền nam xem Diwali là ngày thần Krishna vượt qua và tiêu diệt quỷ vương Narakasura độc ác, trong một ngày khác. biểu tượng chiến thắng của tri thức và cái thiện trước sự ngu dốt và cái ác.
Các gia đình thương mại và thương nhân và những người khác cũng dâng lời cầu nguyện cho Saraswati, hiện thân của âm nhạc, văn học và học tập và Kubera, người tượng trưng cho việc quản lý sổ sách, ngân khố và tài sản.  Ở các bang phía tây như Gujarat, và một số cộng đồng Hindu phía bắc của Ấn Độ, lễ hội Diwali báo hiệu sự bắt đầu của một năm mới.
Những câu chuyện thần thoại được chia sẻ trên Diwali rất khác nhau tùy thuộc vào khu vực và ngay cả trong truyền thống Ấn Độ giáo,  nhưng tất cả đều có chung trọng tâm là sự công bình, sự tự tìm hiểu và tầm quan trọng của kiến thức,  , theo Lindsey Harlan, một nhà Ấn Độ học và học giả về Nghiên cứu Tôn giáo, là con đường để vượt qua "bóng tối của sự ngu dốt".  Việc kể về những huyền thoại này là một lời nhắc nhở về niềm tin của người Hindu rằng cái thiện cuối cùng cũng chiến thắng cái ác.

### Kỳ Na giáo
Bài chi tiết: Diwali (Kỳ Na giáo)
Một học giả về Jain và Nivethan, nói rằng theo truyền thống Jain, Diwali được tổ chức để tưởng niệm "Mahavira Nirvana Divas", cái chết thể xác và niết bàn cuối cùng của Mahavira. Lễ Jain Diwali được tổ chức ở nhiều vùng của Ấn Độ có những thực hành tương tự như lễ Diwali của người Hindu, chẳng hạn như thắp đèn và dâng lễ cầu nguyện cho Lakshmi. Tuy nhiên, trọng tâm của Jain Diwali vẫn là sự cống hiến cho Mahavira.  Theo truyền thống Jain, tục thắp đèn này lần đầu tiên bắt đầu vào ngày Mahavira nhập niết bàn vào năm 527 trước Công nguyên,  khi 18 vị vua đã tụ họp vì những lời dạy cuối cùng của Mahavira đã ban hành một tuyên bố rằng đèn được thắp sáng để tưởng nhớ "ánh sáng vĩ đại, Mahavira". Niềm tin truyền thống này về nguồn gốc của Diwali, và ý nghĩa của nó đối với người Jains, được phản ánh trong các tác phẩm nghệ thuật lịch sử của họ như tranh vẽ.

### Đạo Sikh
Bài chi tiết: Bandi Chhor Divas
Những người theo đạo Sikh tổ chức lễ hội Bandi Chhor Divas để tưởng nhớ việc giải thoát Guru Hargobind khỏi nhà tù Gwalior Fort bởi hoàng đế Mughal, Jahangir, và ngày ông đến chùa Vàng ở Amritsar.  Theo JS Grewal, một học giả về đạo Sikh và lịch sử đạo Sikh, Diwali trong truyền thống đạo Sikh lâu đời hơn so với truyền thuyết Guru Hargobind thứ sáu. Guru Amar Das, vị Guru thứ ba của đạo Sikh, đã xây dựng một cái giếng ở Goindwal với tám mươi bốn bậc thang và mời những người theo đạo Sikh đến tắm trong vùng nước thiêng của nó ở Baisakhi và Diwali như một hình thức gắn kết cộng đồng. Theo thời gian, những lễ hội mùa xuân và mùa thu này trở thành lễ hội quan trọng nhất của người Sikh và các thánh địa như Amritsar trở thành tâm điểm cho các cuộc hành hương hàng năm. Lễ hội Diwali, theo Ray Colledge, nêu bật ba sự kiện trong lịch sử đạo Sikh: thành lập thành phố Amritsar vào năm 1577, việc thả Guru Hargobind khỏi nhà tù Mughal, và ngày Bhai Mani Singh tử vì đạo vào năm 1738 kết quả của việc anh ta không nộp phạt vì cố gắng tổ chức lễ Diwali và sau đó từ chối chuyển sang đạo Hồi.

### Đạo Phật
Diwali không phải là lễ hội dành cho hầu hết các Phật tử, ngoại trừ người Newar của Nepal, những người tôn kính các vị thần khác nhau trong Phật giáo Kim Cương thừa và kỷ niệm Diwali bằng cách dâng lời cầu nguyện cho Lakshmi.  tín đồ Phật giáo Newar ở các thung lũng ở Nepal cũng tổ chức lễ hội Diwali trong năm ngày, theo cùng một cách, và vào các ngày giống như lễ hội Diwali-Tihar của người Hindu ở Nepal.  Theo một số nhà quan sát, lễ kỷ niệm truyền thống này của Phật tử Newar ở Nepal, thông qua việc thờ cúng Lakshmi và Vishnu trong lễ Diwali, không phải là chủ nghĩa đồng bộ mà là sự phản ánh quyền tự do trong truyền thống Phật giáo Đại thừa được thờ cúng bất kỳ vị thần nào vì sự tốt đẹp hơn thế gian của họ.

## Miêu tả
Lễ Diwali bao gồm lễ puja (cầu nguyện) đến Lakshmi và Ganesha. Lakshmi thuộc truyền thống Vaishnavism, trong khi Ganesha thuộc truyền thống Shaivism của Ấn Độ giáo. 
Diwali là một lễ hội kéo dài năm ngày, cao điểm là lễ hội được tổ chức vào ngày thứ ba trùng với đêm đen nhất của tháng âm lịch. Trong suốt lễ hội, những người theo đạo Hindu, đạo Jain và đạo Sikh sẽ chiếu sáng nhà cửa, đền thờ và không gian làm việc của họ bằng diyas, nến và đèn lồng  Đặc biệt, những người theo đạo Hindu có nghi lễ tắm dầu vào lúc bình minh vào mỗi ngày của lễ hội.  Diwali cũng được đánh dấu bằng pháo hoa và việc trang trí các tầng với thiết kế rangoli, và các phần khác của ngôi nhà bằng các jhalars. Thực phẩm là một trọng tâm chính khi các gia đình dự tiệc và chia sẻ mithai.  Lễ hội là khoảng thời gian về quê hương và gắn kết hàng năm không chỉ dành cho các gia đình,  mà còn dành cho các cộng đồng và hiệp hội, đặc biệt là các hiệp hội ở khu vực thành thị, sẽ tổ chức các hoạt động, sự kiện và tụ họp.  Nhiều thị trấn tổ chức các cuộc diễu hành cộng đồng và hội chợ với các cuộc diễu hành hoặc biểu diễn ca múa nhạc trong công viên.  Một số người theo đạo Hindu, đạo Jain và đạo Sikh sẽ gửi thiệp chúc mừng Diwali đến gia đình gần xa trong mùa lễ hội, thỉnh thoảng kèm theo những hộp bánh kẹo Ấn Độ.
Diwali là một lễ hội sau thu hoạch kỷ niệm tiền thưởng sau khi gió mùa đến ở tiểu lục địa.  Tùy thuộc vào khu vực, lễ kỷ niệm bao gồm những lời cầu nguyện trước một hoặc nhiều vị thần Hindu, phổ biến nhất là Lakshmi.  Theo David Kinsley, một nhà Ấn Độ học và học giả về các truyền thống tôn giáo của Ấn Độ đặc biệt liên quan đến việc thờ cúng nữ thần, Lakshmi tượng trưng cho ba đức tính: giàu có và thịnh vượng, màu mỡ và mùa màng bội thu, cũng như may mắn.  thương gia tìm kiếm sự phù hộ của Lakshmi trong các dự án kinh doanh của họ và sẽ kết thúc niên độ kế toán theo nghi thức trong lễ Diwali.  Mô hình sinh sản xuất hiện trong nông nghiệpnhững lễ vật được các gia đình nông dân mang đến trước mặt Lakshmi, họ tạ ơn về những vụ thu hoạch gần đây và cầu xin sự phù hộ của cô ấy cho những vụ mùa thịnh vượng trong tương lai.  Một phần tượng trưng của phân bón truyền thống, một mảnh phân bò khô, được đưa vào quần thể ở các làng vùng Odisha và Deccan, một mô típ nông nghiệp theo Kinsley.  Một khía cạnh khác của lễ hội là tưởng nhớ tổ tiên.
Các nghi lễ và công tác chuẩn bị cho Diwali bắt đầu trước vài ngày hoặc vài tuần, thường là sau lễ hội Dusshera diễn ra trước Diwali khoảng 20 ngày.  Lễ hội chính thức bắt đầu hai ngày trước đêm Diwali, và kết thúc hai ngày sau đó. Mỗi ngày có các nghi lễ và ý nghĩa sau:

### Dhanteras, Dhanatrayodashi, Yama Deepam (Ngày 1)
Bài chi tiết: Dhanteras
Dhanteras bắt đầu lễ kỷ niệm Diwali với việc thắp sáng các hàng đèn Diya hoặc Panati , dọn dẹp nhà cửa và rangoli sàn
Dhanteras , bắt nguồn từ Dhan có nghĩa là giàu có và teras có nghĩa là thứ mười ba, đánh dấu ngày thứ mười ba trong hai tuần đen tối của Kartik và sự khởi đầu của Diwali.  Vào ngày này, nhiều người theo đạo Hindu dọn dẹp nhà cửa và cơ sở kinh doanh của họ. Họ lắp những chiếc diyas , những ngọn đèn nhỏ bằng đất nung đầy dầu mà họ thắp sáng trong năm ngày tới, gần các biểu tượng Lakshmi và Ganesha.  Phụ nữ và trẻ em trang trí các ô cửa trong nhà và văn phòng bằng rangolis , các thiết kế đầy màu sắc làm từ bột gạo, cánh hoa, gạo màu hoặc cát màu, trong khi các chàng trai và đàn ông trang trí mái nhà và tường của các ngôi nhà gia đình, chợ, và đền thờ và treo đèn và đèn lồng. Ngày này cũng đánh dấu một ngày mua sắm lớn để mua đồ dùng mới, thiết bị gia đình, đồ trang sức, pháo và các mặt hàng khác.  Vào buổi tối của lễ Dhanteras, các gia đình dâng lễ cầu nguyện (puja) cho Lakshmi và Ganesha, và cúng dường gạo phồng, kẹo đồ chơi, bánh gạo và batashas (bánh đường rỗng).
Theo Tracy Pintchman, Dhanteras là biểu tượng của sự đổi mới, làm sạch hàng năm và là sự khởi đầu tốt lành cho năm tiếp theo.  Thuật ngữ "Dhan" cho ngày này cũng ám chỉ đến biểu tượng Ayurvedic Dhanvantari, vị thần của sức khỏe và sự chữa lành, người được cho là đã xuất hiện từ "sự khuấy động của đại dương vũ trụ" cùng ngày với Lakshmi.  Một số cộng đồng, đặc biệt là những người hoạt động trong lĩnh vực Ayurvedic và các nghề liên quan đến sức khỏe, cầu nguyện hoặc thực hiện các nghi lễ havan đến Dhanvantari trên Dhanteras.
Trên Yama Deepam (Yama Dipadana, Jam ke Diya), những người theo đạo Hindu thắp sáng một chiếc diya, lý tưởng nhất là làm bằng bột mì và chứa đầy dầu mè, quay mặt về phía nam ở phía sau nhà của họ. Điều này được cho là sẽ làm hài lòng Yama (Yamraj) , vị thần của cái chết, và để xua đuổi cái chết không đúng lúc.  Một số người theo đạo Hindu quan sát Yama Deepa vào đêm thứ hai trước ngày chính của lễ Diwali.

### Naraka Chaturdashi, Kali Chaudas, Chhoti Diwali, Hanuman Puja, Roop Chaudas (Ngày 2)
Bài chi tiết: Naraka Chaturdashi
Choti Diwali là ngày mua sắm lớn cho lễ hội mithai (đồ ngọt)
Naraka Chaturdashi còn được gọi là Chhoti Diwali, là ngày thứ hai của lễ hội trùng với ngày thứ mười bốn của hai tuần thứ hai của tháng âm lịch.  Thuật ngữ "chhoti" có nghĩa là ít, trong khi "Naraka" có nghĩa là địa ngục và "Chaturdashi" có nghĩa là "thứ mười bốn".  Ngày này và các nghi lễ của nó được hiểu là cách để giải thoát bất kỳ linh hồn nào khỏi đau khổ của họ ở "Naraka", hoặc địa ngục, cũng như một lời nhắc nhở về sự tốt lành tâm linh. Đối với một số người theo đạo Hindu, đó là một ngày để cầu nguyện cho sự bình yên cho bờm, hoặc linh hồn ô uế của tổ tiên và soi đường cho cuộc hành trình của họ ở thế giới bên kia theo chu kỳ.  Một cách giải thích thần thoại về ngày lễ hội này là sự hủy diệt của asura (quỷ) Narakasuracủa Krishna, một chiến thắng giải phóng 16.000 công chúa bị giam cầm bởi Narakasura.  Nó cũng được tổ chức với tên gọi Roop Chaudas ở một số hộ gia đình ở Bắc Ấn Độ, nơi phụ nữ tắm trước khi mặt trời mọc, trong khi thắp đèn Diya (đèn) trong khu vực tắm, họ tin rằng điều đó giúp tôn lên vẻ đẹp của họ - đó là một nghi lễ thú vị dành cho các cô gái trẻ. thưởng thức như một phần của lễ hội. Ubtan được phụ nữ áp dụng được làm từ bột gram đặc biệt trộn với các loại thảo mộc để làm sạch và làm đẹp bản thân.
Naraka Chaturdashi cũng là một ngày chính để mua thực phẩm lễ hội, đặc biệt là đồ ngọt. Nhiều loại đồ ngọt khác nhau được chế biến bằng cách sử dụng bột mì, bột báng, gạo, bột đậu xanh, bột trái cây khô hoặc bột nhão, chất rắn từ sữa (mawa hoặc khoya) và bơ đã được làm trong (ghee ).  Theo Goldstein, chúng sau đó được tạo hình thành nhiều dạng khác nhau, chẳng hạn như laddus, barfis, halwa, kachoris, shkhand và sandesh, các món ngon cuộn và nhồi, chẳng hạn như karanji, shankarpali, maladu, susiyam, pottukadalai. Đôi khi chúng được bọc bằng lá bạc ăn được (vark). Những người bán bánh kẹo và các cửa hàng tạo ra các màn hình trang trí theo chủ đề Diwali, bán những thứ này với số lượng lớn, được dự trữ cho các bữa tiệc mừng tại nhà để chào đón khách và làm quà tặng.  Các gia đình cũng chuẩn bị các món ngon tự làm cho Lakshmi Pujan, được coi là ngày chính của Diwali.  Chhoti Diwali cũng là một ngày để thăm bạn bè, đối tác kinh doanh và người thân, và trao đổi quà tặng.
Vào ngày thứ hai của Diwali, Hanuman Puja được biểu diễn ở một số vùng của Ấn Độ, đặc biệt là ở Gujarat. Nó trùng với ngày của Kali Chaudas. Người ta tin rằng các linh hồn đi lang thang trong đêm của Kali Chaudas, và Hanuman, vị thần của sức mạnh, quyền lực và sự bảo vệ, được tôn thờ để tìm kiếm sự bảo vệ từ các linh hồn. Diwali cũng được tổ chức để đánh dấu sự trở lại của Rama với Ayodhya sau khi đánh bại quỷ vương Ravana và hoàn thành mười bốn năm lưu đày của mình. Sự tận tâm và tận tụy của Hanuman đã làm Rama hài lòng đến nỗi ông đã ban phước cho Hanuman được tôn thờ trước mặt mình. Vì vậy, người ta tôn thờ Hanuman vào ngày trước ngày chính của Diwali.
Ngày này thường được tổ chức với tên gọi Diwali ở Tamil Nadu, Goa và Karnataka. Theo truyền thống, người theo đạo Hindu ở Marathi và người theo đạo Hindu ở Nam Ấn được những người lớn tuổi trong gia đình xoa bóp dầu vào ngày và sau đó đi tắm theo nghi lễ, tất cả trước khi mặt trời mọc.  Nhiều người đến thăm ngôi đền Hindu yêu thích của họ.

### Lakshmi Pujan, Kali Puja (Ngày 3)
Các bài chi tiết: Lakshmi Pujan và Kali Puja
Ngày thứ ba là ngày cao điểm của lễ hội,  và trùng với ngày cuối cùng của nửa đêm đen tối của tháng âm lịch. Đây là ngày mà các ngôi đền và ngôi nhà của người theo đạo Hindu, đạo Jain và đạo Sikh rực rỡ ánh đèn, do đó nó trở thành "lễ hội ánh sáng". Từ Deepawali bắt nguồn từ từ sâu trong tiếng Phạn, có nghĩa là đèn lồng / đèn của người Ấn Độ.
Các thành viên trẻ nhất trong gia đình đến thăm người lớn tuổi của họ, chẳng hạn như ông bà và các thành viên cao cấp khác của cộng đồng, vào ngày này. Các chủ doanh nghiệp nhỏ tặng quà hoặc các khoản tiền thưởng đặc biệt cho nhân viên của họ giữa Dhanteras và Lakshmi Pujan.  Các cửa hàng không mở cửa hoặc đóng cửa sớm vào ngày này cho phép nhân viên tận hưởng thời gian bên gia đình. Các chủ cửa hàng và các hoạt động nhỏ thực hiện nghi lễ puja trong khuôn viên văn phòng của họ. Không giống như một số lễ hội khác, người Hindu thường không nhịn ăn trong năm ngày Diwali bao gồm cả Lakshmi Pujan, thay vào đó họ ăn tiệc và chia sẻ tiền thưởng của mùa giải tại nơi làm việc, trung tâm cộng đồng, đền thờ và nhà của họ. 
Thắp nến và đèn đất sét trong nhà của họ và tại các ngôi đền trong đêm Diwali
Khi buổi tối đến gần, những người nổi tiếng sẽ mặc quần áo mới hoặc trang phục đẹp nhất của họ, đặc biệt là các cô gái tuổi teen và phụ nữ, mặc saris và đồ trang sức.  Vào lúc hoàng hôn, các thành viên trong gia đình tụ tập để cầu nguyện Lakshmi Pujan,  mặc dù những lời cầu nguyện cũng sẽ được dâng lên các vị thần khác, chẳng hạn như Ganesha, Saraswati, Rama, Lakshmana, Sita, Hanuman, hoặc Kubera.  Những ngọn đèn từ lễ puja sau đó được sử dụng để thắp thêm những ngọn đèn bằng đất nung, được đặt thành hàng dọc theo lan can của các ngôi đền và nhà ở,  trong khi một số diyas được đặt trôi dạt trên sông và suối.  Sau lễ puja , mọi người ra ngoài và ăn mừng bằng cách thắp sángpatakhe (pháo hoa) cùng nhau, và sau đó chia sẻ một bữa tiệc gia đình và mithai (đồ ngọt, món tráng miệng).
Các lễ puja và nghi lễ trong cộng đồng người Hindu ở Bengali tập trung vào Kali, nữ thần chiến tranh, thay vì Lakshmi.  Theo Rachel Fell McDermott, một học giả về Nam Á, đặc biệt là tiếng Bengali, nghiên cứu, ở Bengal trong suốt Navaratri (Dussehra ở những nơi khác ở Ấn Độ), Durga puja là trọng tâm chính, mặc dù ở các bang phía đông và đông bắc hai là đồng nghĩa, nhưng ở Diwali, trọng tâm là lễ puja dành riêng cho Kali. Hai lễ hội này có thể phát triển song song trong lịch sử gần đây của chúng, McDermott nói.  Bằng chứng văn bản cho thấy rằng những người theo đạo Hindu ở Bengali đã tôn thờ Lakshmi trước thời kỳ thuộc địa, và Kali puja là một hiện tượng gần đây hơn. Các lễ kỷ niệm Bengali đương đại phản ánh những lễ kỷ niệm được tìm thấy ở nơi khác, với các cậu bé tuổi teen chơi với pháo hoa và chia sẻ thức ăn lễ hội với gia đình, nhưng với nữ thần Shakti Kali là trọng tâm. 
Một đứa trẻ chơi với phulbaja hoặc pháo hoa trong lễ Diwali
Vào đêm Diwali, các nghi lễ trên khắp Ấn Độ được dành riêng cho Lakshmi để chào đón cô ấy vào ngôi nhà đã được dọn dẹp của họ và mang lại sự thịnh vượng và hạnh phúc cho năm tới.  Trong khi việc quét dọn hay sơn nhà là một phần dành cho nữ thần Lakshmi, nó cũng biểu thị nghi lễ "tái hiện hành động tẩy rửa, thanh lọc của những cơn mưa gió mùa" mà lẽ ra ở hầu hết người Ấn Độ đều có. tiểu lục địa.  gia đình Vaishnava kể lại truyền thuyết Hindu về chiến thắng của cái thiện trước cái ác và sự trở lại của hy vọng sau tuyệt vọng vào đêm Diwali, nơi các nhân vật chính có thể bao gồm Rama, Krishna, Vamana hoặc một trong những hình đại diện của Vishnu, người chồng thần thánh của Lakshmi. Vào lúc hoàng hôn, những ngọn đèn được đặt trước đó ở bên trong và bên ngoài ngôi nhà được thắp sáng để chào đón Lakshmi.  Các thành viên trong gia đình đốt pháo, mà một số người hiểu là một cách để xua đuổi tất cả những linh hồn xấu xa và điềm xấu, cũng như làm tăng thêm không khí lễ hội.  Theo Pintchman, người đã trích dẫn Raghavan, nghi lễ này cũng có thể được liên kết với truyền thống ở một số cộng đồng là bày tỏ lòng kính trọng với tổ tiên. Trước đó vào hai tuần của mùa giải, một số người chào đón linh hồn của tổ tiên họ đến với gia đình để tham gia các lễ hội với Mahalaya . Theo cách hiểu này, đèn và pháo của đêm Diwali đại diện cho một lễ tiễn biệt và mang tính biểu tượng đối với linh hồn tổ tiên đã khuất.
Các lễ kỷ niệm và nghi lễ của người Jain và người Sikh tương tự như của người theo đạo Hindu, nơi các mối quan hệ xã hội và cộng đồng được đổi mới. Các ngôi đền lớn và nhà cửa được trang trí bằng đèn, thức ăn lễ hội được chia sẻ với tất cả mọi người, bạn bè và người thân tưởng nhớ và đến thăm với những món quà.

### Annakut, Balipratipada (Padwa), Govardhan Puja (Ngày 4)
Các bài chính: Balipratipada và Govardhan Puja
Ngày sau Diwali là ngày đầu tiên trong hai tuần sáng sủa của lịch dương lịch.  Nó được gọi theo khu vực là Annakut (đống ngũ cốc), Padwa, Goverdhan puja, Bali Pratipada, Bali Padyami, Kartik Shukla Pratipada và các tên khác.  Theo một truyền thống, ngày này gắn liền với câu chuyện về sự thất bại của Bali dưới bàn tay của thần Vishnu.  Theo một cách hiểu khác, người ta cho rằng nó đề cập đến truyền thuyết về Parvati và chồng của cô là Shiva chơi trò chơi dyuta (xúc xắc) trên bàn cờ có mười hai ô vuông và ba mươi quân cờ, Parvati thắng. Shiva từ bỏ chiếc áo sơ mi của mình và trang điểm cho cô ấy, để anh ta khỏa thân. Theo Handelman và Shulman, được Pintchman trích dẫn, truyền thuyết này là một phép ẩn dụ của đạo Hindu về quá trình vũ trụ tạo ra và giải thể thế giới thông qua sức mạnh hủy diệt của nam giới, được đại diện bởi Shiva, và sức mạnh sinh sản của nữ giới, được đại diện bởi Parvati, nơi mười hai phản ánh số tháng trong năm theo chu kỳ, trong khi ba mươi là số ngày trong tháng âm dương của nó.
Bữa ăn của cộng đồng Annakut (trái), Krishna ôm đồi Govardhan theo nghi lễ làm từ phân bò, gạo và hoa (phải).
Ngày này theo nghi thức kỷ niệm mối quan hệ gắn bó giữa vợ và chồng,  và trong một số cộng đồng Hindu, những người chồng sẽ kỷ niệm điều này bằng những món quà cho vợ của họ. Ở các vùng khác, cha mẹ mời con gái hoặc con trai mới cưới cùng với vợ hoặc chồng của họ đến một bữa ăn lễ hội và tặng quà cho họ.
Trong một số các cộng đồng nông thôn phía bắc, phía tây và khu vực miền Trung, ngày thứ tư được tổ chức như Govardhan puja, tôn vinh truyền thuyết về thần Hindu Krishna lưu chăn bò và cộng đồng từ những cơn mưa không ngớt và lũ lụt gây ra bởi sự tức giận của Indra nuôi,  mà ông đã hoàn thành bằng cách nâng ngọn núi Govardhan lên. Truyền thuyết này được ghi nhớ thông qua nghi lễ xây dựng các tiểu cảnh giống như ngọn núi nhỏ từ phân bò.  Theo Kinsley, nghi thức sử dụng phân bò, một loại phân bón thông thường, là một mô hình nông nghiệp và là một sự tôn vinh ý nghĩa của nó đối với chu kỳ cây trồng hàng năm.
Biểu tượng nông nghiệp cũng được nhiều người theo đạo Hindu gọi là Annakut, nghĩa đen là "núi thức ăn" vào ngày này. Các cộng đồng chuẩn bị hơn một trăm món ăn từ nhiều loại nguyên liệu khác nhau, sau đó được dành riêng cho Krishna trước khi chia sẻ cho cộng đồng. Các ngôi đền Hindu vào ngày này chuẩn bị và trình bày "núi đồ ngọt" cho các tín đồ đã tụ tập để tham dự lễ Darshan (thăm viếng).  Ở Gujarat, Annakut là ngày đầu tiên của năm mới và được tổ chức thông qua việc mua sắm các vật dụng cần thiết, hay còn gọi là sabras (nghĩa đen, "những điều tốt đẹp trong cuộc sống"), chẳng hạn như muối, dâng lễ cầu nguyện cho Krishna và thăm các ngôi đền.

### Bhai Duj, Bhau-Beej, Vishwakarma Puja (Ngày 5)
Bài chi tiết: Bhai Dooj và Vishwakarma Puja
Một người chị cho em trai ăn theo nghi thức trên Bhai Duj-Diwali.
Ngày cuối cùng của lễ hội được gọi là Bhai Duj (nghĩa đen là "ngày của anh em"  ), Bhau Beej , Bhai Tilak hoặc Bhai Phonta . Nó kỷ niệm mối quan hệ chị em - anh em, tương tự như Raksha Bandhan nhưng đó là người anh trai đi để gặp em gái và gia đình của cô ấy. Ngày lễ hội này được một số người giải thích là tượng trưng cho chị gái của Yama, Yamuna, chào đón Yama bằng một chiếc Tilaka , trong khi những người khác giải thích nó là sự xuất hiện của Krishna tại Subhadra của em gái mình, sau khi đánh bại Narakasura. Subhadra chào đón anh ta với một cái rô phi trên trán.
Ngày tôn vinh tình anh em gắn bó giữa anh chị em với nhau.  Vào ngày này, những người phụ nữ trong gia đình tụ tập, thực hiện lễ puja với những lời cầu nguyện cho sự an lành của anh em của họ, sau đó quay trở lại nghi thức cho anh em ăn bằng tay và nhận quà. Theo Pintchman, trong một số truyền thống Ấn Độ giáo, phụ nữ kể lại những câu chuyện trong đó chị em bảo vệ anh em của họ khỏi những kẻ thù tìm cách gây tổn hại về thể xác hoặc tinh thần cho anh ta.  Trong thời kỳ lịch sử, đây là một ngày vào mùa thu khi các anh trai đi du lịch để gặp chị em gái của họ, hoặc mời gia đình chị gái đến làng của họ để kỷ niệm mối quan hệ chị em của họ với tiền thưởng thu hoạch theo mùa.
Cộng đồng nghệ nhân Hindu và Sikh kỷ niệm ngày thứ tư là ngày lễ Vishwakarma puja.  Vishwakarma là vị thần Hindu chủ trì cho những người trong ngành kiến trúc, xây dựng, sản xuất, dệt may và nghề thủ công.  Khung dệt, công cụ buôn bán, máy móc và nơi làm việc được làm sạch và những lời cầu nguyện được dâng lên những phương tiện sinh kế này.

## Các truyền thống và ý nghĩa khác
Trong suốt mùa Diwali, nhiều thị trấn và làng mạc nông thôn tổ chức melas ,  hoặc hội chợ, nơi các nhà sản xuất và nghệ nhân địa phương buôn bán sản phẩm và hàng hóa. Một loạt các trò giải trí thường có sẵn cho cư dân của cộng đồng địa phương để thưởng thức. Đặc biệt, những người phụ nữ trang điểm cho mình những bộ trang phục đầy màu sắc và trang trí bàn tay của họ bằng henna. Những sự kiện như vậy cũng được đề cập trong các ghi chép lịch sử của đạo Sikh.  Vào thời hiện đại, Diwali mela được tổ chức tại các trường đại học, hoặc đại học, các cơ sở hoặc như các sự kiện cộng đồng bởi các thành viên của cộng đồng người Ấn Độ. Tại các sự kiện như vậy, nhiều loại hình biểu diễn âm nhạc, khiêu vũ và nghệ thuật, ẩm thực, đồ thủ công và các lễ kỷ niệm văn hóa được tổ chức.

### Kinh tế học
Diwali đánh dấu một thời kỳ mua sắm lớn ở Ấn Độ,  và có thể so sánh với thời kỳ Giáng sinh về việc mua sắm của người tiêu dùng và hoạt động kinh tế.  Theo truyền thống, đây là thời điểm các hộ gia đình mua sắm quần áo mới, tân trang nhà cửa, quà tặng, vàng, đồ trang sức,  và các khoản mua sắm lớn khác, đặc biệt khi lễ hội dành riêng cho Lakshmi, nữ thần của sự giàu có và thịnh vượng, và mua hàng như vậy được coi là tốt lành.  Theo Rao, Diwali là một trong những lễ hội lớn mà người dân nông thôn Ấn Độ dành một phần đáng kể thu nhập hàng năm, và là phương tiện để họ đổi mới các mối quan hệ và mạng lưới xã hội. Các loại hàng hóa khác được mua với số lượng đáng kể trong lễ Diwali bao gồm bánh kẹo và pháo hoa. Trong năm 2013, khoảng ₹ 25 tỷ (350 triệu $) pháo hoa đã được bán cho các thương gia cho mùa Diwali, một giá bán lẻ tương đương khoảng ₹ 50 tỷ (US $ 700 triệu) theo The Times of India.  ASSOCHAM, một tổ chức thương mại ở Ấn Độ, dự báo rằng mua sắm trực tuyến một mình để được qua ₹ 300 tỷ (4,2 tỷ $) so với mùa Diwali năm 2017.  Khoảng 2/3 số hộ gia đình Ấn Độ, theo dự báo của ASSOCHAM, sẽ chi tiêu từ ₹ 5.000 (70 USD) đến ₹10.000 (US $ 140) để kỷ niệm Diwali vào năm 2017.  Vào năm 2020, quỹ ETF INDF được ra mắt để đánh dấu sự khởi đầu của Diwali.

### Chính trị
Diwali ngày càng thu hút sự giao lưu văn hóa, trở thành dịp để các chính trị gia và các nhà lãnh đạo tôn giáo trên toàn thế giới gặp gỡ các công dân, nhân viên ngoại giao hoặc láng giềng của Ấn Độ giáo hoặc Ấn Độ. Nhiều người tham gia vào các sự kiện chính trị - xã hội khác như một biểu tượng của sự ủng hộ cho sự đa dạng và hòa nhập. Thánh Bộ Giáo Hội đồng Giáo hoàng về Đối thoại Liên tôn, thành lập như là thư ký cho người ngoài Kitô giáo bởi Đức Giáo Hoàng Phaolô VI, bắt đầu gửi lời chào chính thức và thông điệp của Đức Giáo Hoàng đối với người Hindu trên Diwali vào giữa những năm 1990.
Nhiều chính phủ khuyến khích hoặc tài trợ cho các lễ hội liên quan đến Diwali trong lãnh thổ của họ. Ví dụ, chính phủ Singapore, kết hợp với Hội đồng hiến tặng người theo đạo Hindu của Singapore, tổ chức nhiều sự kiện văn hóa trong lễ Diwali hàng năm.  Các nhà lãnh đạo quốc gia và dân sự như Thái tử Charles đã tham dự các lễ kỷ niệm Diwali tại các ngôi đền Hindu nổi tiếng ở Anh, chẳng hạn như Đền Swaminarayan ở Neasden, sử dụng dịp này để nêu bật những đóng góp của cộng đồng Hindu cho xã hội Anh.  Kể từ năm 2009, Diwali được tổ chức hàng năm tại số 10 Phố Downing, nơi ở của Thủ tướng Anh.
Diwali lần đầu tiên được tổ chức tại Nhà Trắng bởi George W. Bush vào năm 2003 và ý nghĩa tôn giáo và lịch sử của nó đã được Quốc hội Hoa Kỳ chính thức công nhận vào năm 2007.  Barack Obama trở thành tổng thống đầu tiên đích thân tham dự Diwali tại Nhà Trắng năm 2009. Trước chuyến thăm đầu tiên của ông tới Ấn Độ với tư cách là Tổng thống Hoa Kỳ, Obama đã đưa ra một tuyên bố chính thức chia sẻ những lời chúc tốt đẹp nhất của ông với "những người ăn mừng lễ Diwali".
Hàng năm trong dịp lễ Diwali, các lực lượng Ấn Độ tiếp cận các đối tác Pakistan của họ tại biên giới mang theo những món quà là bánh kẹo truyền thống của Ấn Độ, một cử chỉ được đáp lại bằng hiện vật của những người lính Pakistan, những người tặng bánh kẹo Pakistan cho những người lính Ấn Độ.

### Vấn đề

#### Ô nhiễm không khí
Dữ liệu AQI PM 2.5 và PM 10 về chất lượng không khí từ ngày 1 tháng 8 đến ngày 31 tháng 12 năm 2015 tại Delhi, Ấn Độ.  Lễ hội Diwali kéo dài 5 ngày vào năm 2015 được tổ chức từ ngày 9 đến ngày 13 tháng 11.
51% trong số đó [ cần làm rõ ] là do ô nhiễm công nghiệp, 27% do xe cộ, 8% do đốt cây trồng và 5% do pháo hoa diwali.  Truyền thống bắn pháo hoa Diwali hàng năm đã gây ra sự đưa tin rộng rãi trên các phương tiện truyền thông Ấn Độ, nơi các cuộc tranh luận tập trung vào chất lượng không khí trong các thành phố Ấn Độ vào mùa thu và mùa đông và vai trò của pháo hoa. Vào ngày 9 tháng 10 năm 2017, Tòa án Tối cao Ấn Độ đã cấm bán, nhưng không sử dụng, pháo hoa ở Delhi trong mùa Diwali, với giả định rằng việc cấm sử dụng pháo hoa sẽ cải thiện đáng kể chất lượng không khí của Delhi. Những người chỉ trích cho rằng phán quyết này là quá tầm của tư pháp và thiên vị chống lại văn hóa Ấn Độ giáo, trong khi những người ủng hộ tuyên bố rằng nó sẽ có lợi cho sức khỏe cộng đồng.
Các học giả đã tuyên bố rằng nhiều yếu tố góp phần vào chất lượng không khí kém ở Delhi, và miền bắc Ấn Độ, đi kèm với lễ hội thu hoạch Diwali. Theo Jethva và những người khác, phong tục sau gió mùa là chuẩn bị ruộng vụ bằng cách cố tình đốt những gốc rạ còn sót lại trong khoảng thời gian từ tháng 10 đến tháng 11.  Khi năng suất cây trồng trên mỗi ha tăng lên nhờ thu hoạch bằng máy móc, điều này đã dẫn đến việc thực hành trở nên phổ biến hơn ở các khu vực phía bắc và tây bắc của Ấn Độ trong những tháng khi Diwali được quan sát thấy. Khói từ việc đốt ruộng được mang theo bởi những cơn gió theo mùa tràn qua vùng lũ, nơi nó bị gió lạnh ngược ngược lại và lan ra khắp vùng trong phần lớn mùa đông. Các nguyên nhân khác gây ra chất lượng không khí kém bao gồm các phương tiện giao thông hàng ngày và hoạt động công nghiệp cùng với việc đốt các sinh khối khác.
Một nghiên cứu về các khu dân cư của Delhi trong năm 2006–08, cho thấy rằng nồng độ của các hạt vật chất cũng như sulfur dioxide tăng lên vào ngày Diwali so với các ngày khác trong tháng và sự gia tăng này có thể trở nên trầm trọng hơn do các điều kiện khí tượng hiện hành; cũng có sự gia tăng tương quan về mức độ tiếng ồn xung quanh.  Một nghiên cứu khác về ô nhiễm không khí ở Delhi cho thấy PM 2,5mức trong năm 2015 và 2016 đã tăng so với Diwali, nhưng những mức cao hơn này là "kết quả của sự đóng góp của pháo hoa vào đêm Diwali, sự di chuyển xuyên khu vực của các chất ô nhiễm do tàn dư cây trồng, tốc độ gió thấp và độ ẩm cao". Các tác giả kết luận rằng sự đóng góp của pháo hoa lễ hội có thể khiến chỉ số nguy cơ không gây ung thư tăng 1,3%.  Các nghiên cứu khác đã tuyên bố rằng pháo hoa Diwali tạo ra các hạt và chất ô nhiễm với thời gian phân hủy khoảng một ngày.

#### Vết thương bỏng
Xem thêm: An toàn bắn pháo hoa
Việc sử dụng pháo hoa cũng gây ra sự gia tăng số ca chấn thương do bỏng ở Ấn Độ trong lễ Diwali. Một loại pháo hoa cụ thể được gọi là anar (đài phun nước) đã được phát hiện là nguyên nhân gây ra 65% các trường hợp thương tích như vậy, trong đó người lớn là nạn nhân điển hình. Hầu hết các vết thương phải chịu là bỏng loại I (nhẹ) chỉ cần chăm sóc ngoại trú.